# Iuliana Haidu
Iuliana Haidu (n. Fleischer, 3 mai 1939, Carei - d. ?) a fost un demnitar comunist român de origine maghiară. Iuliana Haidu a fost membru de partid din 1961.

## Studii
- Facultatea de Științe Politico-Economice, Academia de Științe Social - Politice „Ștefan Gheorghiu“, curs fără frecvență (1980).